# Aitor Gabilondo
Aitor Gabilondo López, (San Sebastián, País Vasco, 1974) es un creador de ficción audiovisual en España,con series de gran éxito como Patria, El Príncipe, Allí Abajo, Entrevías y Vivir sin Permiso.  

## Biografía
Inició su carrera como guionista de programas en televisión (ETB, Canal+) y radio (La Ventana, de la Cadena Ser). Después pasó a trabajar como autor de ficción en series como Periodistas, El Comisario o Génesis, en la mente del asesino, entre otras. También ha desarrollado el género de las TV movies con títulos como Mónica, El tránsfuga, El 10 a la espalda o Carta mortal, todas ellas producidas por la británica Carlton TV en asociación con Mediapro. 
En 2006, junto a otros guionistas, funda la productora de contenidos Gingobiloba, que es rápidamente absorbida por el Grupo Zeta. En esa etapa escribe y produce las series El Síndrome de Ulises, Cazadores de Hombres y El Porvenir es largo. Posteriormente se asocia con César Benítez en la productora Plano a Plano y crea y produce El Príncipe, Allí Abajo y La Verdad, además de poner en marcha El Caso: crónica de sucesos. 
En 2017 junto a Mediaset España funda ALEA MEDIA desde la que, con un equipo de experimentados profesionales en el sector, ha emprendido una marca de desarrollo audiovisual con sello propio en la que caben variados proyectos. Vivir sin permiso, la historia de un narcotraficante gallego al que le diagnostican Alzheimer, fue la primera producción de ALEA MEDIA. Repite en el reparto el tándem de El Príncipe, con José Coronado y Álex González.
En 2018, se estrenó Vivir sin permiso en Telecinco, con José Coronado y Álex González como protagonistas. Es la serie española más vista de la temporada.
En 2020 estrenó Madres en Telecinco, una serie protagonizada por Belén Rueda y para HBO la miniserie Patria, adaptación de la novela homónima de Fernando Aramburu sobre el conflicto vasco. Esta última es además la primera producción de HBO Europe en español.
Patria logró unanimidad en crítica y público como «el retrato audiovisual más completo y certero sobre ETA antes, durante y después de los años del plomo» (El Mundo 19/09/20). Además, ha recibido varios galardones, entre ellos el premio Platino a mejor serie cinematográfica Iberoamericana, premio Platino a mejor creador de serie, premio Ondas a mejor serie de drama o premio MIM a mejor miniserie, o la nominación a un Emmy Internacional, entre otros. Carlos Boyero aseguraba en El País Semanal "No hay nada que deje de interesarme en esta serie, la que más me ha gustado de todas las que se han realizado en este país" (EPS 12/09/20).
En 2022 estrenó con David Bermejo la serie Entrevías batió records de audiencia en Telecinco, protagonizada por José Coronado y Luis Zahera, y su llegada a Netflix en 2023 situó sus dos primeras temporadas en el top 10 de series más vistas a nivel mundial. La serie, cuya cuarta y última temporada se estrenará en 2024, está inspirada en el barrio madrileño de Entrevías.